# 洪蘭
洪蘭（1947年5月29日—），臺北人，臺灣學者、翻譯員、廣播節目主持人，多年來致力於腦科學研究以及相關知識在教育的應用和推廣，現為國立中央大學認知神經科學研究所教授。

## 家庭
出生於司法世家，祖父為檢察官，父親洪福增是由軍法官檢覈而成的律師，《刑事法》雜誌創辦人，另有六位姊妹；籍貫福建省泉州府同安縣（現屬廈門市），1940年代末隨全家遷臺。
丈夫曾志朗，兩人育有1子。

## 求學
1965年自北一女中畢業，1969年於臺灣大學法律系畢業，後赴美留學，並於1980年獲頒加州大學河濱分校心理學博士學位。洪蘭攻讀博士時，丈夫曾志朗則在同系任教。加州大學河濱分校校方在數十年後於臉書上回應「以該校目前的規章，夫妻同屬一單位而其一為學生另一為教員身份，嚴格而言雖然不算違規，卻不鼓勵 」(very unusual and while not strictly against the rules is discouraged)。洪蘭的博士論文題目是"A Chronometric Study of Sentence Processing in Deaf Children"，後來在學術期刊發表時，曾志朗被列為共同作者；此後他們聯名共同發表數十篇論文，任職單位也多所重合。

## 研究和教學
- 曾獲美國NSF博士後研究獎助。
- 曾至美國加州大學擔任訪問研究員。(Visit Fellow)
- 1992年與夫、子回臺，並於國立中正大學心理學研究所教書。
- 曾任國立中央大學認知神經科學研究所教授兼所長、國立陽明大學神經科學研究所教授、臺灣認知神經科學學會（2013年1月12日成立）首任理事長。[8]
- 研究領域有：認知心理學、語言心理學、神經心理學與神經語言學等。

## 科普推廣
目前也擔任IC之音竹科廣播電台 （页面存档备份，存于）主持人，主持「講理就好 （页面存档备份，存于）」等節目。為了提升華人對於生命科學的知識，已翻譯五十多本科普英文書籍，其中最著名者包括美國心理學家史迪芬·平克的The Language Instinct（中文書名《語言本能》）以及2002年諾貝爾經濟學獎得主丹尼爾·卡內曼所著Thinking, Fast and Slow（中文書名《快思慢想》）

## 社會服務
常應邀至各界演講，每年有超過100場的演講邀約。常提供偏遠山區的原住民國小學童書籍衣物以及教學服務。馬英九總統的夫人周美青即因參加洪蘭的讀書會，開始認識了一些長期扶助原住民教育的團體。

## 翻譯爭議
洪蘭長年致力於心理學書籍的翻譯，曾經言：「我1天譯1萬5,000個字，從早上起床就一直做。」然而其譯文的品質經常受到學者以及讀者的糾錯以及批評。

## 出版品

### 著作
- 《講理就好1》遠流出版公司,2001年
- 《講理就好2：打開科學書》 遠流出版公司，2004年1月
- 《講理就好3：知書達理》， 遠流出版公司，2004年1月
- 《講理就好4：理應外合》， 遠流出版公司，2005年8月
- 《講理就好5：良書亦友》， 遠流出版公司，2006年8月16日
- 《講理就好6：通情達理》， 遠流出版公司，2008年5月1日
- 《講理就好7：順理成章》， 遠流出版公司，2009年1月22日
- 《講理就好8: 理直氣平》， 遠流出版公司，2010年5月1日
- 《講理就好9: 理所當為》， 遠流出版公司，2011年5月1日
- 《講理就好10:理尚往來》， 遠流出版公司，2013年3月1日
- 《歡樂學習，理所當然》，天下文化出版公司，2004年7月
- 《見人見智》，天下文化出版公司，2006年6月30日
- 《大腦的主張》，天下雜誌出版公司，2006年8月10日
- 《讓孩子的大腦動起來──最科學的聰明育兒法》，信誼基金出版社，2004年7月
- 《自主學習，決定未來》，天下文化出版公司，2014年6月23日
- 《請問洪蘭老師》，親子天下股份有限公司，2012年1月10日
- 《教育創造未來》，天下文化出版公司，2012年7月31日
- 《洪蘭老師開書單 1: 良書相伴，快樂成長》，親子天下股份有限公司，2013年10月2日
- 《洪蘭老師開書單 2: 悅閱人生》，親子天下股份有限公司，2013年10月2日
- 《好孩子: 三分天注定, 七分靠教育 家教篇》，遠流出版公司，2014年4月1日
- 《好孩子: 三分天注定, 七分靠教育 身教篇》，遠流出版公司，2014年4月1日
- 《學會思考: 創造樂在學習的人生》，天下雜誌出版公司，2014年7月31日
- 《大腦科學的教養常識: 父母應該把握的幼兒發展關鍵》，遠流出版公司，2015年4月1日
- 《情緒和品格: 早期經驗, 決定孩子的未來》，信誼基金出版社，2015年10月12日
- 《科學教養與學習》，上誼文化實業股份有限公司，2009年10月6號

### 譯作
- 《暴力犯罪的大腦檔案：從神經犯罪學探究惡行的生物根源，慎思以治療取代懲罰的未來防治計畫》，遠流出版，2015.09
- 《腦到中年照樣靈光》，遠流出版公司，2014.05
- 《情緒大腦的祕密檔案：從探索情緒形態到實踐正念冥想》，遠流出版，2013.06
- 《快思慢想》，天下文化，2012.10
- 《心智拼圖：從神經造影看大腦的成長、學習與改變》（原著：Miriam Boleyn-Fitzgerald），遠流出版，2010.11
- 《改變：生物精神醫學與心理治療如何有效協助自我成長》，遠流出版，2010.08[18]
- 《海盜經緯》，遠流出版，2010.07
- 《站在學生前面：妥瑞氏症教我成為我夢寐以求的好老師》，遠流出版，2010.01
- 《天生愛學樣：發現鏡像神經元》，遠流出版，2009.07
- 《大腦當家：靈活用腦12守則，學習工作更上層樓》，遠流出版，2009.01
- 《創智慧》，遠流出版，2006.05
- 《養男育女調不同》，遠流出版，2006.01
- 《心思大開》，遠流出版，2005.08
- 《恐懼之邦》，遠流出版，2005.06
- 《喚醒冰凍人》，遠流出版，2005.01
- 《天性與教養》，商周出版，2004.07
- 《記憶的祕密》，貓頭鷹出版，2004.02
- 《大腦總指揮》，遠流出版，2004.03
- 《納米獵殺》，遠流出版，2003.08
- 《真實的快樂》，遠流出版，2003.08
- 《詞的學問》，遠流出版，2002.04
- 《大腦的祕密檔案》，遠流出版，2002.02
- 《透視記憶》，遠流出版，2001.09
- 《發展的認知神經科學》，信誼基金出版社，2001.09
- 《腦中有情》，遠流出版，2001.03
- 《快樂就健康》，遠流出版，2001.02
- 《教養的迷思》，商周出版，2000.10
- 《腦內乾坤》，遠流出版，2000.09
- 《改變》，遠流出版，2000.08
- 《尋找第一個愛滋病毒》，遠流出版，2000.02
- 《愛與生存》，天下生活，2000.01
- 《大腦比你先知道》，遠哲基金會，1999.08
- 《活用智慧》，遠流出版，1999.01
- 《不同凡想》，遠流出版，1999.01
- 《揭開老化之謎》，商周出版，1998.06
- 《語言本能》，商周出版，1998.05
- 《基因複製》，遠流出版，1998.01
- 《記憶vs.創憶》，遠流出版，1998.01
- 《學習樂觀‧樂觀學習》，遠流出版，1997.02
- 《天生嬰才》，遠流出版，1996.04
- 《心理學》，遠流出版，1995.05
- 《心理學實驗研究法》，與曾志朗合譯，遠流出版，1989.06

### 有聲書
- 《講理就好》有聲書第一輯，IC 之音竹科廣播公司, 2008年11月15日
- 《講理就好》有聲書第二輯，IC 之音竹科廣播公司, 2009年2月3日
- 《講理就好》有聲書第三輯，IC 之音竹科廣播公司, 2009年4月30日
- 《講理就好》有聲書第四輯，IC 之音竹科廣播公司, 2009年8月20日
- 《講理就好》有聲書第五輯，IC 之音竹科廣播公司, 2010年4月1日

### 廣播節目
- 〈講理就好〉，IC 之音竹科廣播公司, 2010年1月7日至今 [19]
- 〈洪蘭老師開書單〉，IC 之音竹科廣播公司, 2010年1月4日至2013年6月24日
- 〈下一個百年．看見新台灣：音樂篇〉，IC 之音竹科廣播公司, 2010年10月12日至2010年12月14日
- 〈下一個百年．看見新台灣：電影篇〉，IC 之音竹科廣播公司, 2010年12月21日至2011年2月22日
- 〈下一個百年．看見新台灣：歷史篇〉，IC 之音竹科廣播公司, 2010年12月22日至2011年2月23日
- 〈下一個百年．看見新台灣：生命美學篇〉，IC 之音竹科廣播公司, 2011年3月1日至2011年5月3日
- 〈下一個百年．看見新台灣：科技發展篇〉，IC 之音竹科廣播公司, 2011年3月2日至2011年5月4日
- 〈下一個百年．看見新台灣：回眸 台灣文學風華〉，IC 之音竹科廣播公司, 2011年5月10日至2011年7月12日
- 〈下一個百年．看見新台灣：台灣流行音樂篇〉，IC 之音竹科廣播公司, 2011年5月11日至2011年7月13日
- 〈下一個百年．看見新台灣：台灣民主關鍵時刻〉，IC 之音竹科廣播公司, 2011年7月19日至2011年9月20日
- 〈下一個百年．看見新台灣：台灣社福發展軌跡〉，IC 之音竹科廣播公司, 2011年7月20日至2011年9月21日
- 〈下一個百年．看見新台灣：改變未來 教育篇〉，IC 之音竹科廣播公司, 2011年9月27日至2011年11月29日
- 〈下一個百年．看見新台灣：台灣起飛 科技篇〉，IC 之音竹科廣播公司, 2011年9月28日至2011年11月30日
- 〈下一個百年．看見新台灣 產業篇：跨越時代的傳統產業〉，IC 之音竹科廣播公司, 2011年12月6日至2011年12月28日